# Инсомния (короткометражный фильм)
«Инсомния» (кирг. «Инсомния») — социальная короткометражная драма режиссёра Тимура Искакова, затрагивающая тему серой и однообразной жизни главного персонажа, и не только его, но и современного общества в целом. Это первый профессиональный короткометражный художественный фильм двух лучших друзей, основавших киностудию «SAINTVISUALS».
Фильм рассказывает о человеке, потерявшего былую краску жизни и смысл своего существования. Размышляя, он находит ответ на все его вопросы.
Премьера фильма состоялась 15 ноября 2016 года на первом детско-юношеском кинофестивале «КАРЕК», посвященного в честь 75-летия Кыргызского кинематографа, на котором фильм выиграл главную награду в номинации «Лучший игровой фильм». Также фильм уже номинирован на национальный конкурс на международном кинофестивале «Кыргызстан — страна короткометражных фильмов».
Фильм не удостоился получить ни одной награды, но был отмечен казахским кинорежиссером Дарежаном Омирбаевым как очень хорошая работа для 17-летнего режиссера и первого короткометражного дебюта.

## Сюжет
Человек, потерявший былую краску жизни, окончательно теряет смысл своего существования. Размышляя, он находит ответ на все его вопросы.

## В ролях
Давран Ниязов

## Съемочная группа
- Режиссер — Тимур Искаков
- Автор сценария — Тимур Искаков
- Постпродакшн — Samuel Manson, Тимур Искаков
- Продюсер — Тимур Искаков
- Кастинг — Samuel Manson
- Оператор-постановщик — Тимур Искаков
- Звукорежиссёр — Тимур Искаков
- Специалист по визуальным эффектам — Samuel Manson

## Награды и номинации
- 2016 — Первый детско-юношеский кинофестиваль «КАРЕК». Главный приз — статуэтка и 70.000 сом от SEA STUDIO за «Лучший игровой фильм».